# Heckelberg-Brunow
Heckelberg-Brunow är en kommun i Landkreis Märkisch-Oderland i förbundslandet Brandenburg i Tyskland.
Kommunen bildades den 31 december 2001 en sammanslagning av de tidigare kommunerna Brunow och Heckelberg.
Kommunen ingår i kommunalförbundet Amt Falkenberg-Höhe.